# Stazione di Chalon-sur-Saône
La stazione di Chalon-sur-Saône (in francese Gare de Chalon-sur-Saône) è la principale stazione ferroviaria di Chalon-sur-Saône, Francia.